# مسجد توغو
مسجد توغو (بالصينية:拖姑清真寺) هو مسجد يقع في بلدة تاويوان التي بها الكثير من عرقية الخوي المسلمة في مقاطعة لوديان في يونان ، الصين .  وهو تراث ثقافي على مستوى المقاطعة في يونان. 

## اسم
كلمة توغو في لغة إي القديمة تعني المكان الجميل.

## التاريخ
تم بناء مسجد توغو من خلال تبرع ضباط من أسرة تشينغ العسكرية وهما الضابط ما لينكان ( 马麟灿 ) والضابط ما لينشي ( 马麟炽 ) في عام 1730.تعرضت المدينة لزلزال عام 2014 ولكن المسجد بقي سليما من أي أضرار.

## هندسة معمارية
يغطي مسجد توغو مساحة بناء 4,000 متر مربع (43,000 قدم2) . يعتمد الهيكل القائم على نمط بناء نت أسرة سلالة كينغ ويحافظ على الطراز المعماري التقليدي. تشمل المباني الموجودة مصلى وبرج وفناء خلفي.

### القاعة الرئيسية
القاعة الرئيسية 15 متر (49 قدم) عرضه 18 متر (59 قدم) وعمق 13 متر (43 قدم) عالية. وبها 36 سارية . تحت وبها لوحة بالأحرف الصينية بمعنى «الجنة السعيدة» ( 快乐天堂 ).

### برج هوانكسينج
برج هوانكسينج هو برج صيني مكون من خمسة طوابق. في وسط طنف الفناء.